# Charles de Bigault de Casanove
Pour les autres membres de la famille, voir Famille de Bigault.
Charles de Bigault de Casanove, né à Paris le 8 juillet 1847 et mort à Nantes le 23 octobre 1910, est un homme de lettres et traducteur français.

## Biographie
Charles Louis Alexandre de Bigault de Casanove est le fils d'Édouard de Bigault de Cazanove, chef de bureau à la Compagnie des chemins de fer de l'Est, et de Palmyre Fourquerelle. Il épouse Marie Anne Coustenoble.
Licencié ès lettres à Dijon en 1869, puis agrégé d'histoire en 1882, il est aspirant-répériteur-auxiliaire au lycée Charlemagne en 1867 à 1868, avant d'enseigner ensuite dans différents lycées, successivement à Bourges, Châtellerault, Poitiers, Niort. Puis, en 1882, il devient professeur d'histoire au lycée et à l'École supérieure des sciences et des lettres d'Angers, avant d'être nommé professeur d'histoire au lycée de Nantes, où il enseignera dans la préparation à Saint-Cyr, et à l'École supérieure des sciences et des lettres de Nantes, entre 1883 à 1907.  
Bigault de Casanove apprend différentes langues de manière approfondie, en en parlant une dizaine, en particulier le hongrois, mais également le suédois et le norvégien, langues alors peu maîtrisé en France. Il se consacre alors à donner des conférences et la traduction d'œuvres littéraires écrites dans ses différentes langues, et sera le premier traducteur de la pièce Mademoiselle Julie d'August Strindberg. Il suivra également à cet effet les cours du professeur Ignace Kont à la Sorbonne, spécialiste de la littérature hongroise.
Il devient également conseiller municipal de la ville de Nantes en 1908.

## Distinctions
- Chevalier de la Légion d'honneur (5 aout 1907)[2]
- Officier de l'Instruction publique

## Œuvres
- Mademoiselle Julie : tragédie en prose d'August Strindberg (traduction - 1893)
- Une parodie de la tragédie classique française: "L'Amour sans bas" de Johan Herman Wessel (1893)
- Empereur et Galiléen de Henrik Ibsen (traduction - 1895)
- La Tragédie de l'homme d'Imre Madách (première traduction française - 1896)
- Poésies de Henrik Ibsen (préface, notes et traduction - 1907)
- Bánk Bán, tragédie historique en cinq actes de József Katona (traduction du hongrois - 1910)
- La peur de la lumière : & autres poésies de Henrik Ibsen (traduction)
- Être soi-même de Henrik Ibsen (traduction)
- André et Jeanne de Jenő Rákosi (en)